# Włochy w Konkursie Piosenki Eurowizji Junior
Włochy w Konkursie Piosenki Eurowizji Junior zadebiutowały w 2014 roku. Od czasu debiutu, konkursem w kraju zajmuje się włoski nadawca publiczny Rai.
Najwyższym wynikiem kraju jest pierwsze miejsce, które w 2014 zajął Vincenzo Cantiello z utworem „Tu primo grande amore”.

## Historia Włoch w Konkurs Piosenki Eurowizji Junior

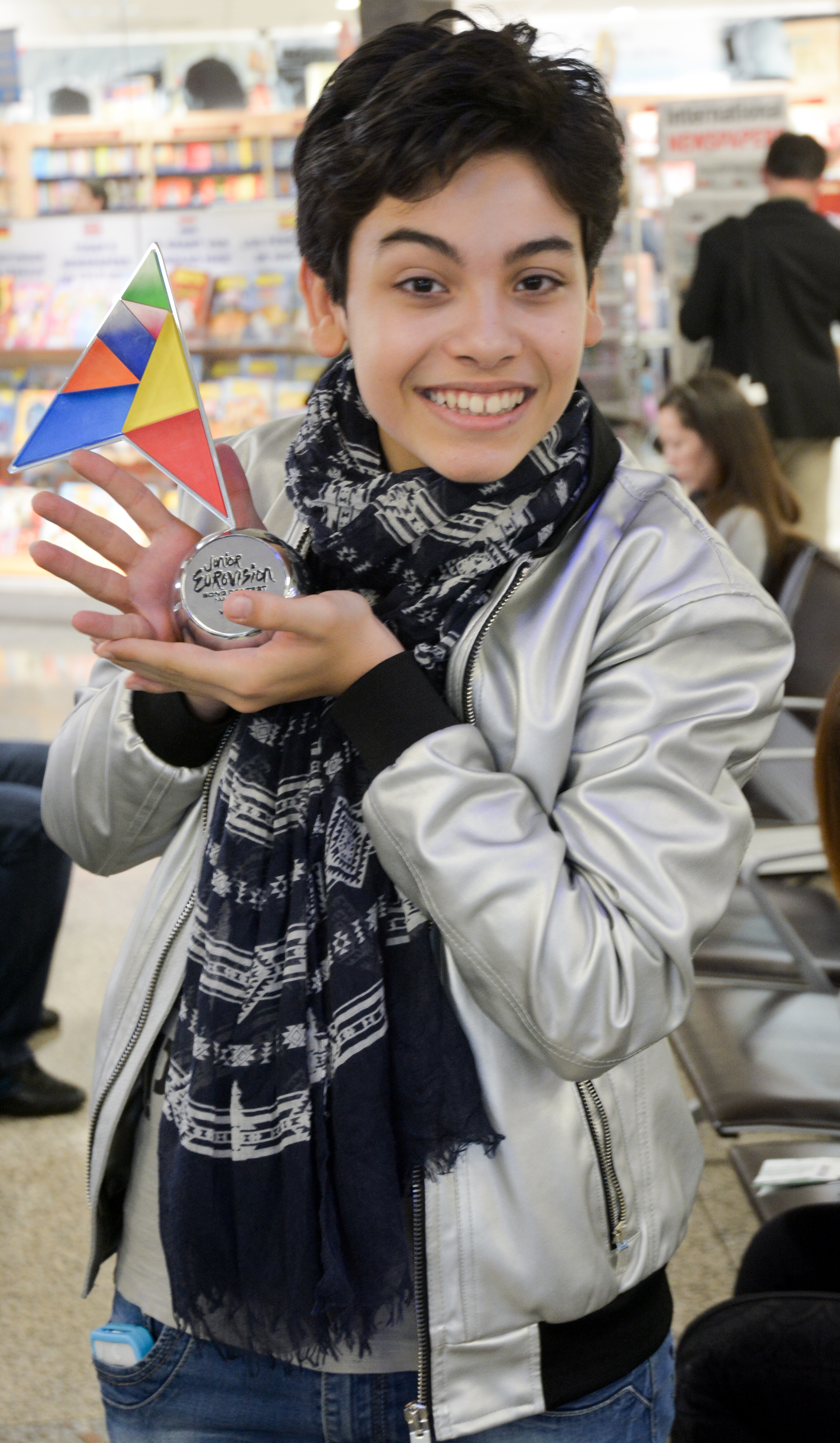
Vincenzo Cantiello po wygranej 12. Konkursu Piosenki Eurowizji dla Dzieci

Włoski nadawca Rai Gulp już w lipcu 2011 wyraził zainteresowanie udziałem w konkursie. Nadawca podjął nawet rozmowy z EBU, aby umożliwić krajowi debiut w konkursie, ostatecznie debiut nie powiódł się.

### Konkurs Piosenki Eurowizji Junior 2014
W lipcu 2014 włoski nadawca potwierdził debiut w 12. Konkursie Piosenki Eurowizji Junior rozgrywanego na Malcie. 4 września 2014 ogłoszono, że wewnętrzenie na reprezentanta został wybrany 13-letni Vincenzo Cantiello z utworem „Tu primo grande amore”. 15 listopada 2014 wystąpł jako jedenasty i wygrał finał konkursu zdobywszy łącznie 159 punkty, w tym 100 punktów od widzów (3. miejsce) i 143 punkty od jury (1. miejsce).

### Konkurs Piosenki Eurowizji Junior 2015
Po wygranej w konkursie nadawca był typowany na potencjalnego organizatora 13. Konkursu Piosenki Eurowizji Junior, odbyły się nawet rozmowy z EBU, które mogłyby umożliwić organizację konkursu w kraju, jednak 15 stycznia ogłoszono, że nadawca odmówił organizacji konkursu. 23 czerwca 2015 roku ogłoszono, że reprezentant zostanie wybrany za pośrednictwem preselekcji Ti lascio una canzone. 12 września odbył się finał preselekcji, o wynikach decydowali telewidzowie. Reprezentantkami zostały bliźniaczki Chiara i Martina Scarpari, jednak 17 września ogłoszono, że wyniki trzeciej rundy zostały odwołane z powodu problemów technicznych z teległosowaniem, poprzez które Emanuele Bertelli został ogłoszony superfinalistą zamiast Giovanniego Scutera Sardo. W powtórce finału, który odbył się 19 września, Chiara i Martina ponownie zostały ogłoszone zwycięzcami, zdobywając 67% głosów. Ich utwór, „Viva”, skomponowany przez Gigi D’Alessi, został wybrany wewnętrznie oraz zaprezentowany 12 października. 21 listopada wystąpiły jako czwarte w kolejności w finale konkursu organizowanym w Bułgarii i zajęły szesnaste miejsce z dorobkiem 34 punktów, w tym 13 punktów od widzów (16. miejsce) i 43 od jury (10. miejsce). Jest to obecnie najgorszy wynik uzyskany przez Włochy w konkursie.
Oglądalność finału konkursu we Włoszech odnotowała 78,2 tys. widzów.

### Konkurs Piosenki Eurowizji Junior 2016
2 czerwca Włochy potwierdziły udział w 14. Konkursie Piosenki Eurowizji Junior. 11 października ogłoszono, że wewnętrznie na reprezentantkę została wybrana 12 letnia Fiamma Boccia z utworem „Cara Mamma (Dear Mom)”. 20 listopada wystąpiła jedenasta w finale konkursu i zajęła trzecie miejsce z dorobkiem 209 punktów.
Oglądalność finału konkursu wyniosła 50 tys. widzów, co przełożyło się na udziały w rynku na poziomie 0,31%.

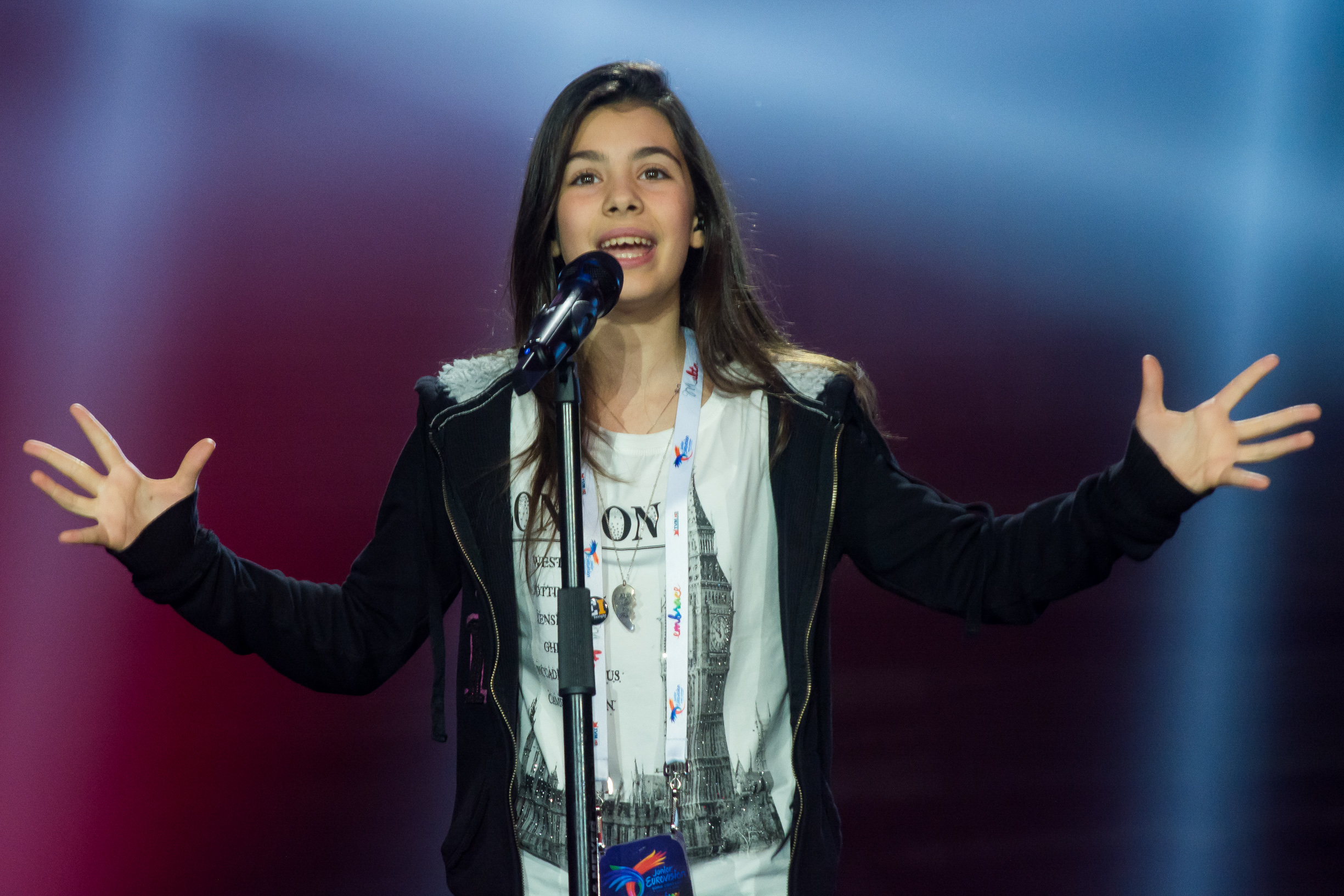
Fiamma Boccia w trakcie prób do występu

### Konkurs Piosenki Eurowizji Junior 2017
28 czerwca włoski nadawca Rai Gulp potwierdził wstępnie swoj udział w 15. Konkursie Piosenki Eurowizji Junior odbywającym się w Gruzji. W październiku ogłoszono, że na reprezentantke została wybrana Maria Iside Fiore z utworem „Scelgo (My Choice)” skomponowanym przez Marię Iside wraz ze Stefano Rigamonti i Fabrizio Palaferri. Finał konkursu odbył się 26 listopada w Tbilisi, Maria wystąpiła szesnasta w kolejności i zajęła 11 miejsce z dorobkiem 86 punktów, w tym 49 punktów od widzów (9. miejsce) i 37 punktów od jury (10. miejsce).
Oglądalność finału konkursu wyniosła 37 tys. widzów, co przełożyło się na udziały w rynku na poziomie 0,23%.

### Konkurs Piosenki Eurowizji Junior 2018

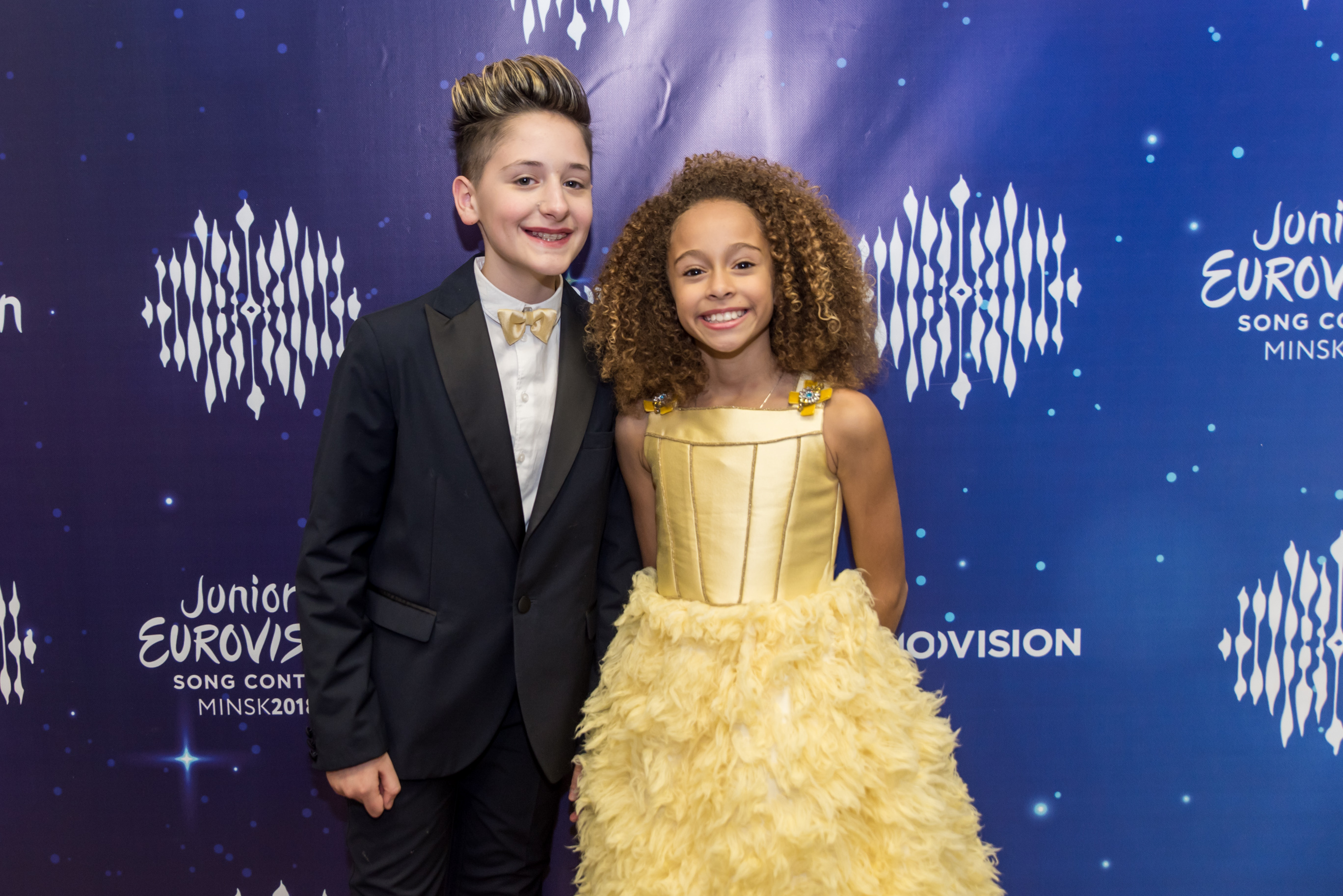
Melissa i Marco w Mińsku

26 czerwca potwierdzony został udział Włoch w 16. Konkursie Piosenki Eurowizji Junior. Wybór padł na duet złożony z Melissa Di Pasca i Marco Boni z piosenką „What Is Love” skomponowanym przez Beppe Vessicchio. Ostatecznie zajęli 7 miejsce z dorobkiem 129 punktów.
Oglądalność finału konkursu wyniosła 34,3 tys. widzów, co przełożyło się na udziały w rynku na poziomie 0,21%.

### Konkurs Piosenki Eurowizji Junior 2019
16 lipca nadawca potwierdził swój już szósty udział w 17. Konkursie Piosenki Eurowizji Junior. Na reprezentantkę wewnętrzenie została wybrana Marta Viola z piosenką „La Voce Della Terra” napisaną przez Franco Fasano i Marco Iardella, a skomponowana przez Emilio Di Stefano i Fabrizio Palaferri. W finale konkursu wystąpiła siedemnasta w kolejności zajmując 7 miejsce z dorobkiem 129 punktów, w tym 64 punkty od widzów (6. miejsce) i 65 punkty od jury (9. miejsce).
Oglądalność finału konkursu wyniosła 42 tys. widzów.

### Konkurs Piosenki Eurowizji Junior 2020: Brak udziału
Początkowo nadawca za pośrednictwem Instagrama potwierdził swój udział w 18. Konkursie Piosenki Eurowizji Junior. W lipcu 2020 przedstawiciele stacji stwierdzili, że jeszcze nie podjęli decyzji o udziale. Ostatecznie kraj nie pojawił się na liście uczestników opublikowanej 29 września. Nadawca zrezygnował z powodu trwania pandemii COVID-19.

### Konkurs Piosenki Eurowizji Junior 2021
2 lipca początkowo włoski nadawca Rai potwierdził, że nie będzie uczestniczył w 19. Konkursie Piosenki Eurowizji Junior odbywającego się w Paryżu. Ostatecznie 30 sierpnia 2021 roku nadawca poinformował o uczestniczeniu w konkursie. Na reprezentantkę została wybrana Elisabetta Lizza z utworem „Specchio (Mirror On The Wall)”. W finale konkursu zajęła 10 miejsce z dorobkiem 107 punktów, w tym 60 pkt od jury (9. miejsce) oraz 47 pkt od widzów (12. miejsce).
20 grudnia 2021 ujawniono, że oglądalność finału konkursu emitowanego na kanale Rai Gulp wyniosła 15 tys. widzów, co przełożyło się na udziały w rynku na poziomie 0,1%.

### Konkurs Piosenki Eurowizji Junior 2022
28 czerwca 2022 dyrektor programowy programów dziecięcych Luca Milano potwierdził udział Włoch w 20. Konkursie Piosenki Eurowizji Junior, wyjawił również iż konkurs będzie transmitowany na kanale Rai 1, a nie jak to było dotychczas na kanale Rai Gulp. Milano powiedział: „Będziemy mieli większą bazę odbiorców do teległosowania” oraz że „nadszedł czas aby to wydarzenie udostępnić szerszej publiczności”. 3 listopada 2022 ogłoszono, że wewnętrznie na reprezentantkę wybrano Chanel Dilectę z utworem „Bla Bla Bla”.
11 grudnia Chanel wystąpiła piąta w kolejności startowej i zajęła 11. miejsce zdobywając 95 punktów, w tym 53 pkt od widzów (10. miejsce) i 42 pkt od jury (12. miejsce). Dzień później włoski nadawca Rai ujawnił, że ponad 1,5 mln widzów oglądało finał konkursu, co przełożyło się na udziały w rynku wynoszące 11,7%.

### Konkurs Piosenki Eurowizji Junior 2023
16 maja 2023 włoski nadawca Rai potwierdził udział kraju w 21. Konkursie Piosenki Eurowizji Junior. 4 października ogłoszono, że do reprezentowania Włoch został wybrany duet Melissa i Ranya. 12 października ogłoszono ich konkursowy utwór „Un Mondo Giusto”. Wystąpiły jako 14. w kolejności, zajmując ostatecznie 11. miejsce zdobywając 81 punktów, w tym 37 pkt od jury (11. miejsce) oraz 44 pkt od widzów (12. miejsce). 
27 listopada ujawniono, że oglądalność finału konkursu na kanale Rai 1 wyniosła 1 mln widzów, co przełożyło się na udziały w rynku na poziomie 7,1%.

### Konkurs Piosenki Eurowizji Junior 2024
22 grudnia 2023 włoski nadawca podczas finału The Voice Kids potwierdził udział Włoch w 22. Konkursie Piosenki Eurowizji Junior. 19 września włoska telewizja potwierdziła, że wybrała wewnętrznie Simone Grande na reprezentanta z piosenką „Pigiama Party”. 20 października podczas konferencji prasowej ujawniono, że dyrektorem kreatywnym konkursowego występu będzie Claudio Santucci. 16 listopada 2024 Simone wystąpił jako pierwszy w kolejności i zajął 9. miejsce zdobywszy 98 punktów, w tym 52 pkt od jury (9. miejsce) oraz 46 pkt od widzów (12. miejsce). Wyniki oglądalności konkursu we Włoszech wyniosły 283 tys. widzów, co przełożyło się na udziały w rynku na poziomie 1,9%. 

### Konkurs Piosenki Eurowizji Junior 2025
5 stycznia 2025 włoski nadawca Rai potwierdził swój udział w 23. Konkursie Piosenki Eurowizji Junior.

## Uczestnictwo
Włochy uczestniczą w Konkursie Piosenki Eurowizji Junior od 2014 roku. Poniższa tabela uwzględnia nazwiska wszystkich włoskich reprezentantów, tytuły konkursowych piosenek i języki w których były śpiewane oraz wyniki w poszczególnych latach.
| Rok                       | Artysta                   | Piosenka                        | Język             | Miejsce | Punkty |
| ------------------------- | ------------------------- | ------------------------------- | ----------------- | ------- | ------ |
| 2014                      | Vincenzo Cantiello        | „Tu primo grande amore”         | włoski, angielski | 1       | 159    |
| 2015                      | Chiara i Martina Scarpari | „Viva”                          | włoski            | 16      | 34     |
| 2016                      | Fiamma Boccia             | „Cara Mamma (Dear Mom)”         | włoski, angielski | 3       | 209    |
| 2017                      | Maria Iside Fiore         | „Scelgo (My Choice)”            | włoski, angielski | 11      | 86     |
| 2018                      | Melissa & Marco           | „What Is Love”                  | włoski, angielski | 7       | 151    |
| 2019                      | Marta Viola               | „La Voce Della Terra”           | włoski, angielski | 7       | 129    |
| Brak reprezentanta w 2020 |                           |                                 |                   |         |        |
| 2021                      | Elisabetta Lizza          | „Specchio (Mirror On The Wall)” | włoski, angielski | 10      | 107    |
| 2022                      | Chanel Dilecta            | „Bla Bla Bla”                   | włoski, angielski | 11      | 95     |
| 2023                      | Melissa i Ranya           | „Un Mondo Giusto”               | włoski, angielski | 11      | 81     |
| 2024                      | Simone Grande             | „Pigiama Party”                 | włoski, angielski | 9       | 98     |
| 2025                      |                           |                                 |                   |         |        |

Legenda:
     1 miejsce
     2 miejsce
     3 miejsce
     Ostatnie miejsce

## Historia głosowania w finale (2014–2022)
Poniższe tabele pokazują, którym krajom Włochy przyznają w finale najwięcej punktów oraz od których państw włoscy reprezentanci otrzymują najwyższe noty.
| L.p. | Kraj              | Punkty |
| ---- | ----------------- | ------ |
| 1    | Malta             | 66     |
| 2    | Australia         | 42     |
| 3    | Bułgaria          | 38     |
| 4    | Irlandia · Gruzja | 36     |
| 5    | Holandia          | 26     |

| L.p. | Kraj               | Punkty |
| ---- | ------------------ | ------ |
| 1    | Gruzja             | 55     |
| 2    | Malta              | 51     |
| 3    | Irlandia           | 50     |
| 4    | Serbia             | 42     |
| 5    | Macedonia Północna | 39     |

## Komentatorzy i sekretarze
Spis poniżej przedstawia wszystkich włoskich komentatorów konkursu oraz krajowych sekretarzy podających punkty w finale.
| Komentatorzy i sekretarze z Włoch      | Komentatorzy i sekretarze z Włoch        | Komentatorzy i sekretarze z Włoch | Komentatorzy i sekretarze z Włoch | Komentatorzy i sekretarze z Włoch |
| Rok                                    | Komentator                               | Sekretarz                         | Stacja telewizyjna                | Źr.                               |
| -------------------------------------- | ---------------------------------------- | --------------------------------- | --------------------------------- | --------------------------------- |
| 2014                                   | Antonella Clerici i Simone Lijoi         | Geordie                           | Rai Gulp                          | [ 52 ]                            |
| 2015                                   | Simone Lijoi                             | Vincenzo Cantiello                | Rai Gulp                          | [ 53 ]                            |
| 2016                                   | Simone Lijoi i Laura Carusino Vignera    | Jade Scicluna                     | Rai Gulp                          | [ 54 ]                            |
| 2017                                   | Laura Carusino i Mario Acampa            | Sofia Bartoli                     | Rai Gulp                          | [ 55 ]                            |
| 2018                                   | Federica Carta i Mario Acampa            | Yan Musvidas                      | Rai Gulp                          | [ 56 ]                            |
| 2019                                   | Mario Acampa i Alexia Rizzardi           | Maria Iside Fiore                 | Rai Gulp                          | [ 57 ]                            |
| Brak reprezentanta i transmisji w 2020 |                                          |                                   |                                   |                                   |
| 2021                                   | Mario Acampa, Marta Viola i Giorgia Boni | Céleste                           | Rai Gulp                          | [ 58 ]                            |
| 2022                                   | Mario Acampa, Francesca Fialdini         | Vincenzo Cantiello                | Rai 1                             | [ 59 ] [ 60 ]                     |
| 2023                                   | Mario Acampa                             | Giulia Moulay                     | Rai 1                             | [ 61 ]                            |
| 2024                                   | Mario Acampa, Kaze i Simone Barlaam      | b.d.                              | Rai 2                             | [ 62 ]                            |